# Артановский
Артановский — хутор в Нехаевском районе Волгоградской области России, в составе Тишанского сельского поселения.
Население — 225 (2010).

## История
Хутор относился к юрту станицы Тишанской Хопёрского округа Земли Войска Донского (с 1870 — Область Войска Донского). В данных переписи 1859 года значится как хутора Ратанов. В 1859 году на хуторе проживали 108 душ мужского и 127 женского пола. По переписи 1873 года на хуторе проживали 171 мужчина и 183 женщины, в хозяйствах жителей насчитывалось 163 лошади, 159 пары волов, 602 головы прочего рогатого скота и 1558 овец.
Согласно переписи населения 1897 года на хуторе проживали 255 мужчин и 279 женщин, грамотных: мужчин — 117 (45,9 %), женщин — 7 (2,5 %).
Согласно алфавитному списку населённых мест Области Войска Донского 1915 года земельный надел хутора составлял 4500 десятин, имелись хуторское правление и приходское училище, проживали 290 мужчин и 272 женщины.
С 1928 года — в составе Нехаевского района Хопёрского округа (упразднён в 1930 году) Нижне-Волжского края (с 1934 года — Сталинградского края). Хутор входил в состав Красновского сельсовета
В 1953 году на основании решения исполнительного комитета Сталинградского областного Совета депутатов трудящихся от 09 июля № 24/1600 Красновский, Мазинский и Тишанский сельсоветы были объединены в один Красновский сельсовет с центром в хуторе Артановский. В 1961 году хутор Артановский был перечислен в состав Упорниковского сельсовета, с переименованием Красновского сельсовета в Тишанский. Не ранее 1964 года и не позднее 1989 года хутор Артановский был передан в состав Тишанского сельсовета. С 2004 года - хутор в составе Тишанского сельского поселения
.

## География
Хутор расположен на реке Тишанке, на высоте около 75 метров над уровнем моря. В районе хутора долина Тишанки имеет асимметричный профиль, правый склон, на котором расположена большая часть хутора, - пологий, левый - крутой. Почвы — чернозёмы южные
Хутор огибает автодорога Нехаевская - Тишанская. По автомобильным дорогам расстояние до станицы Тишанской - 8,3 км, до районного центра станицы Нехаевской — 15 км, до областного центра города Волгограда — 330 км.
Климат
Климат умеренный континентальный (согласно классификации климатов Кёппена - Dfb). Среднегодовая температура воздуха положительная и составляет + 7,1 °C. Средняя температура самого холодного января -8,7 °С, самого жаркого месяца июля +21,9 °С. Многолетняя норма осадков - 472 мм. В течение года количество осадков распределено относительно равномерно: наименьшее количество осадков выпадает в феврале (норма осадков - 27 мм), наибольшее количество - в июне (51 мм).
Часовой пояс
Артановский, как и вся Волгоградская область, находится в часовой зоне МСК (московское время). Смещение применяемого времени относительно UTC составляет +3:00.

## Население
Динамика численности населения по годам:
| 1859 | 1873 | 1897 | 1915 | 1989 | 2002 |
| ---- | ---- | ---- | ---- | ---- | ---- |
| 235  | 354  | 554  | 562  | ≈160 | 241  |

| 2010 |
| ---- |
| 225  |